# Flora (Arcimboldo)
Flora es una tabla al óleo del artista italiano Giuseppe Arcimboldo. Considerado por su datación un cuadro de madurez del pintor, muestra la consabida representación alegórica del semblante humano mediante sobreposiciones de elementos vegetales, dentro de las llamadas "cabezas compuestas", agudamente inventivas, simbólicas y por antonomasia, características de Arcimboldo. Es uno de los cerca de 25 cuadros conservados del pintor y entre estos, de los mejor logrados. Pertenece a una colección privada.

## Composición
Pintada en 1589, en Milán, la obra recrea a la deidad romana Flora a través de una diversidad concatenada de flores, cogollos, tallos y hojas que conforma el rostro femenino con escala cromática variopinta y veladuras ligeras, difuminadas y de detalles esmerados. Sobre todo en los pétalos múltiples, que enfatizan partes del retrato. Hay en la pintura, sin duda, la maestría del autor que para entonces había conseguido dominio de la plasmación pictórica de la naturaleza, así como un trazo realista en el dibujo. Conlleva una intención vitalista la pintura, leda o festiva por el tópico, además.
Por la primacía de la vegetación en la disposición del diseño, se puede deducir este cuadro como anticipación del género barroco del bodegón, precursor en la atención a la minuciosidad de la reproducción naturalista.
A diferencia de los cuatro cuadros de la serie de las estaciones y de los otros cuatro de la serie de los elementos, que son retratos de perfil, "Flora" es uno frontal, de volumen escultórico, deliberadamente sombreado por el pintor para acentuar aquel efecto. Contrasta el fondo neutro con la rica paleta de las flores sobrepuestas, remarcando por eso la dimensionalidad del retrato.
La intrincación paradójica y colorida de la cabeza compuesta de marras, habiendo experimentado las posibilidades y condiciones de éstas con cuadros previos, llega a cuestiones estéticas que asienten mayor consistencia según una apariencia fisonómica más balanceada, más adaptable a modelos verosímiles. Gana en verismo anatómico cuanto, contrario a otros Arcimboldo, no tiene de informe o esperpéntico. Meticulosamente, cada flor está pintada con sentido único de la iluminación, permite la sutileza del rostro sin apartarse de la ilusión óptica que constituye a las cabezas compuestas, lo antropomórfico y representado.
Son tangibles las observaciones y curiosidades científicas de Arcimboldo, que pinta el grupo diverso de especies florales, del todo identificables por cómo las representó, a manera acaso de estudio resumido de herbolaria, no sólo de formato creativo.
Integra un pendant o pareja con "Flora meretrix", que pintó el autor un año después, del mismo tema pero modificado, suavizado en el trazo, empleando fauna aún. Por sus dimensiones, el contenido mitológico y la correspondencia del pintor, además, "Flora" se pintó pretendiendo que fuera pareja de la que sería la obra maestra de Arcimboldo, pintada en 1591, dos años luego de "Flora", "Vertumno", retrato alusivo del dios feraz romano, evocativo del emperador Rodolfo II de Habsburgo, mecenas de Arcimboldo.

## Procedencia
Como compensación a cambio del estipendio vitalicio al pintor luego de ser ennoblecido por gracia del emperador, "Flora" y los dos cuadros antes referidos fueron recibidos en Praga por Rodolfo II. Asiduo a la herbolaria, la horticultura y la farmacopea, el emperador apreció las que fueron las últimas cabezas compuestas del artista, por la exuberancia natural y fantasiosa. Tan celebradas habrían de ser, que en la Corte imperial provocaron ditirambos de poetas aúlicos y comentarios hoy informativos (Gian Paolo Lomazzo, 1590).
De la colección imperial de Rodolfo II en Praga pasó, como botín de conquista, a los saqueadores suecos de la ciudad durante la Guerra de los Treinta Años, en 1648. Permaneció en Estocolmo, en el desaparecido palacio de Tre Kronor y luego, en el de Gripsholm, con otras pinturas expoliadas de la galería de los Austria en Praga, entre ellas, varios Arcimboldo más (que están aún en Suecia) y obras tan destacadas como "Adán y Eva", de Durero, o "Alegoría de la sabiduría y la fuerza", de Veronese. La obra salió de la colección real sueca a finales del siglo XIX, quizá como regalo y dejó Suecia en 1965, para ser subastada en el mercado internacional. Existe una copia de calidad poco relevante en una colección privada francesa.